# George Herbert Mead
Pour les articles homonymes, voir Mead.
George Herbert Mead, né le 27 février 1863 à South Hadley au Massachusetts et mort le 26 avril 1931 à Chicago, est un sociologue, sociopsychologue et philosophe américain.
Philosophe de formation, il enseigne à l'université de Chicago la psychologie sociale, dont il est considéré comme le fondateur. Son œuvre a eu un rôle important dans la genèse de l'interactionnisme symbolique. Pour Mead, pour que l'individu fasse partie de la société, il faut qu'il imite le langage de cette communauté. Il a travaillé sur le concept de socialisation par l'interaction : c'est par l'échange (verbal notamment) avec les autres membres de la société, que l'Homme (« être social ») va « intérioriser » (c.à.d. intégrer de façon inconsciente) les normes de cette société. Cette démarche a été influencée notamment par les travaux de Charles Horton Cooley.

## Béhaviorisme et psychologie sociale
La psychologie sociale développée par Mead s'appuie sur un fondement béhavioriste afin d'élaborer une explication scientifique de l'esprit. Inspiré par le béhaviorisme, Mead prend pour objet la conduite des individus en accordant une importance particulière à la détermination principale occupée par la composante sociale. Prenant l’acte social comme donnée fondamentale à partir de laquelle on peut saisir les mécanismes au centre de l’expérience intérieure du sujet, il se distinguera toutefois significativement de la psychologie objectiviste notamment défendue par John Broadus Watson, dont l’approche contestera la validité des concepts de conscience et d’esprit. À l’encontre de cette perspective, où la portée de plusieurs modalités de la subjectivité est réduite à des mécanismes physiologiques et des réflexes conditionnés, Mead défend de son côté la pertinence d’étudier scientifiquement la dynamique de la réalisation du soi. Bien qu’il insiste sur les difficultés de rendre compte de l’esprit d’une façon purement béhavioriste, et qu’il s’écarte à de nombreux égards de l’approche de Watson dont il critique plusieurs des aspects, l’originalité de Mead consiste à montrer la possibilité d’appréhender les phénomènes psychiques par l’intermédiaire des concepts déployés au sein du béhaviorisme classique.

## Liens entre le "Je" et le "Moi"
Dans son oeuvre L'esprit, le soi et la société (1934), Mead s'interroge sur l'émergence de la notion de "soi", essence réelle de l'individu, et étudie son rapport avec le milieu. Selon l'auteur, l'idée de soi n'est pas innée, mais se forme progressivement tout au long de la vie grâce à l'expérience sociale : son développement est influencé par l'interaction entre l'individu et son environnement social.
Ainsi le Je (composante psychologique) et le Moi (composante sociale) sont étroitement liés, interdépendants et se construisent réciproquement pour former une entité indissociable.

## Publications
- The Philosophy of the Present, ed. A.E. Murphy, Open Court, 1932 (en ligne).
- Mind, Self, and Society, ed. Charles W. Morris, University of Chicago Press, 1934.
- Movements of Thought in the Nineteenth Century, ed. M.H. Moore, University of Chicago Press, 1936.
- The Philosophy of the Act, ed. C.W. Morris et al., University of Chicago Press, 1938.
- Selected Writings, ed. A.J. Reck, Bobbs-Merrill, Liberal Arts Press, 1964.
- The Individual and the Social Self: Unpublished Essays by G. H. Mead, ed. David L. Miller, University of Chicago Press, 1982.
- Essays in Social Psychology, ed. Mary Joe Deegan. Transaction Books, 2001.